# 彼得·范登布羅克

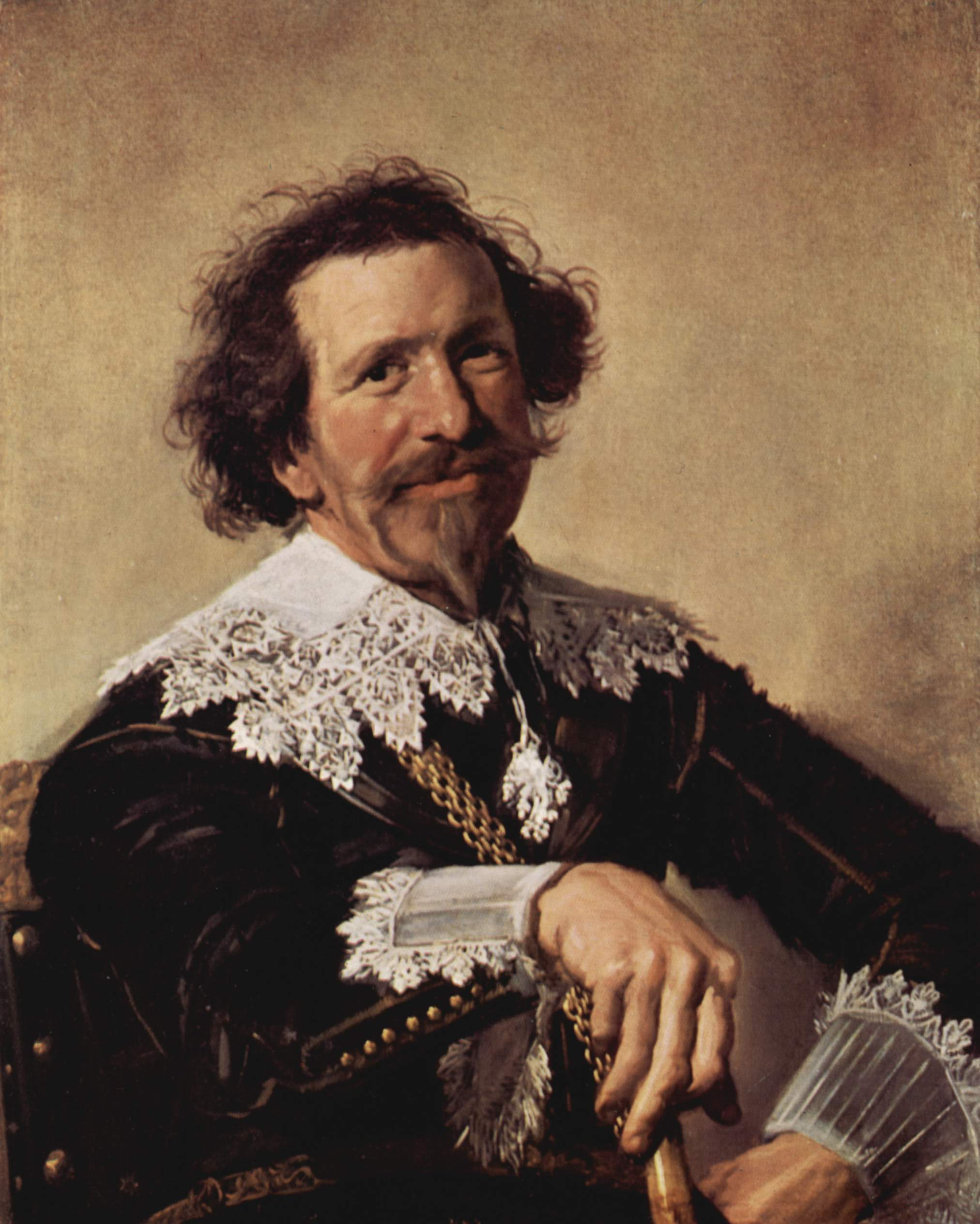
收藏於肯伍德宮的彼得·范登布羅克肖像，由弗蘭斯·哈爾斯所繪

彼得·范登布羅克（荷蘭語：Pieter van den Broecke，1585年2月25日出生於安特衛普，1640年12月1日逝世於馬六甲海峽）為一位替荷蘭東印度公司服務的荷蘭布料商人，他也是最初品嚐到咖啡滋味的荷蘭人之一。彼得·范登布羅克曾三度前往安哥拉，寫下許多有關西非、中非社會以及非洲沿海詳盡貿易策略的文獻記述。

## 生平
彼得·范登布羅克的雙親老彼得·范登布羅克（Pieter van den Broecke Sr）與梅肯·德·莫里蒙（Maiken de Morimont）最初居住於安特卫普。然而在彼得出生的那一年安特衛普陷落，遭到信奉天主教的西班牙人軍隊攻佔，在此之後，安特衛普的新教徒們可以選擇皈依天主教，抑或只能被迫離開這座城市，彼得信仰喀爾文主義的父母是眾多選擇離開者之一，他們全家首先抵達荷蘭共和國的阿尔克马尔，後來又在汉堡居住了一段時間，並於1597年左右前往阿姆斯特丹。當荷兰东印度公司開始發展時，年輕的彼得以商人的身分加入其中，其後他的職業生涯可說是平步青雲，一躍而為公司的首席商人和海軍上將。

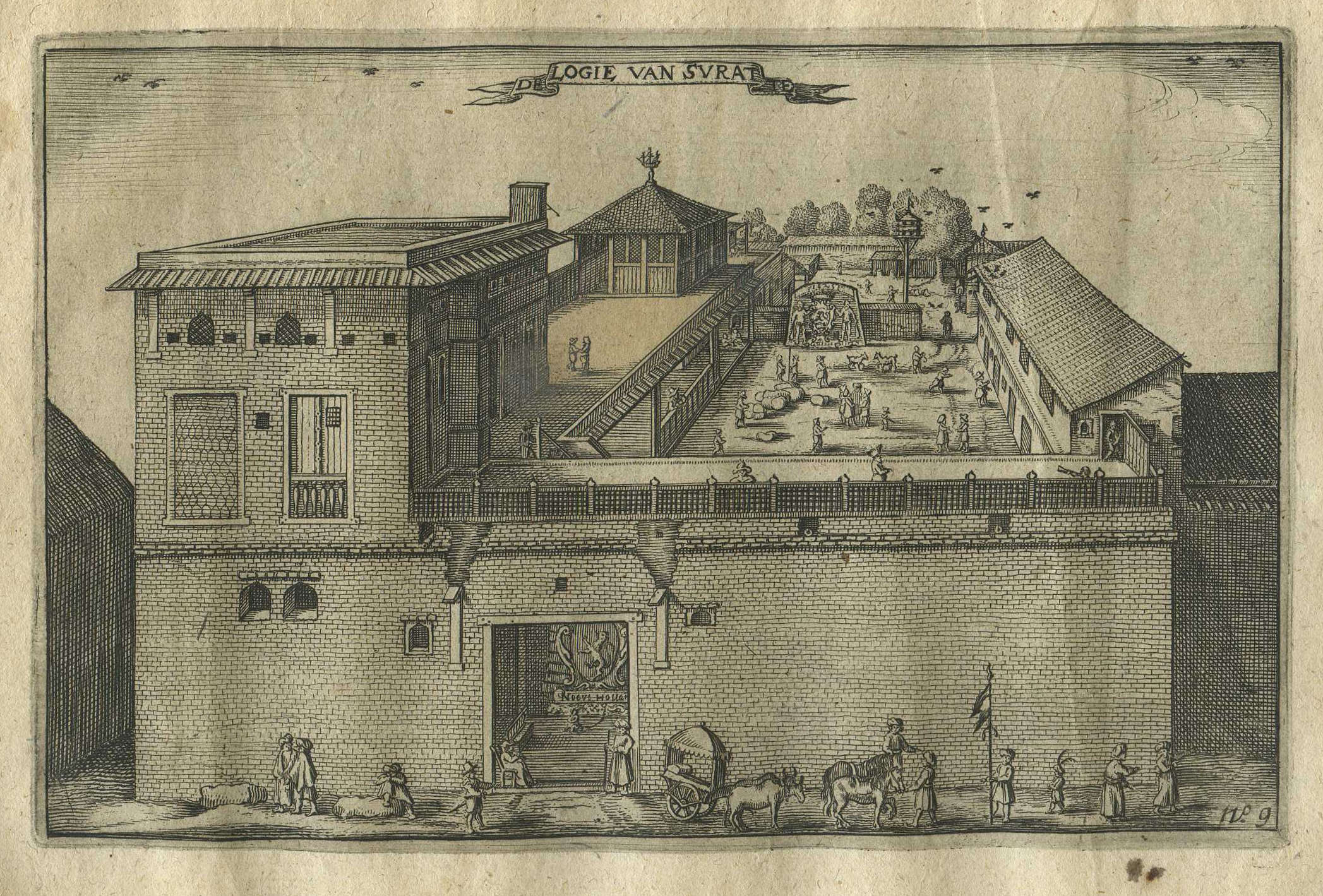
荷蘭東印度公司於印度苏拉特的倉庫和生活區，彼得·范登布羅克繪

1611年，彼得從一艘被俘獲的葡萄牙船上將一批重達29噸（65,000磅）的象牙運往阿姆斯特丹。彼得在1614年造訪也门南部的亞丁，他是第一位前往阿拉伯半岛的荷蘭商人，而後他繼續前往哈德拉毛的希赫尔，將幾名荷蘭商人留在希赫爾港口進行貿易和學習阿拉伯語。1616年，彼得返回阿拉伯半島並參觀摩卡，試圖在當地建立永久的荷蘭貿易機構，但並未成功，正是在那裡，他喝了「一杯又熱又黑的咖啡」。1620年，彼得被任命為東印度公司在荷蘭蘇拉特的經理，並記錄下來自埃塞俄比亚的奴隸馬利克·安巴爾之事蹟。從1616年起，東印度公司在苏拉特的業務蓬勃發展，於內陸腹地建立起新的小型機構，儘管在1617年，杜伊夫肯號（Duyfken）於彼得的指揮下在蘇拉特的海岸失事。
彼得與揚·彼得生·庫恩一同在海洋东南亚並肩作戰，參與了1619年的雅加達戰役。因班達群島是優質丁香和肉豆蔻生產地的關係，該群島被認為對貿易至關重要，故荷蘭人當時藉由嚴厲地措施向當地不情願的居民實行貿易壟斷，由於班達群島上的大量居民為此被殺害，以至於荷蘭東印度公司不得不從外部向群島輸入人口。

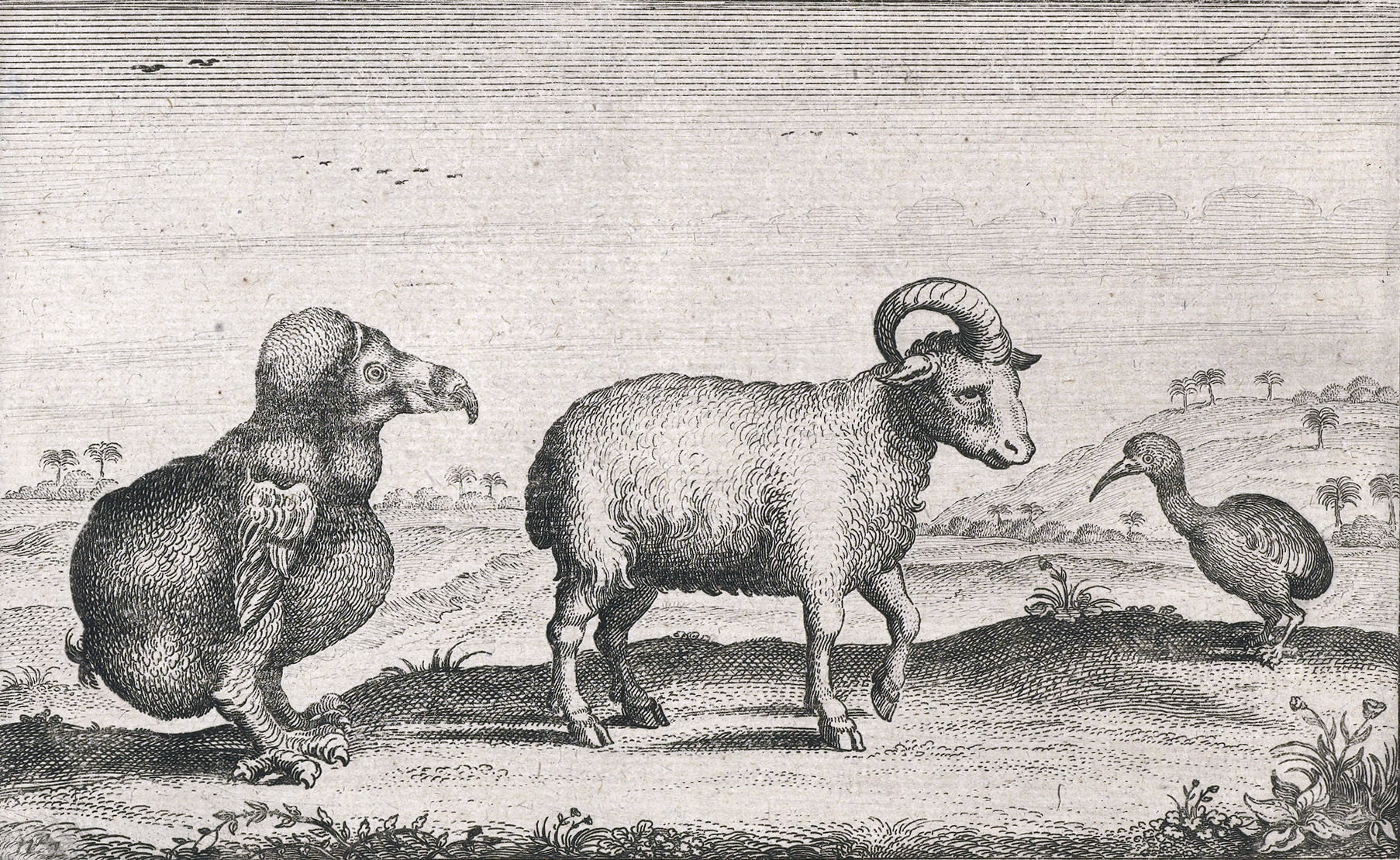
彼得·范登布羅克於1617年繪製的毛里求斯渡渡鸟、綿羊和紅秧雞畫作

退休後，彼得被授予一條昂貴的金鍊，在其朋友弗兰斯·哈尔斯替他繪製的肖像畫中，可以看見彼得身著精美服裝，佩戴這條金鍊的模樣（畫像今藏於肯伍德宮），而彼得的兒子是班達群島的種植園主，時至今日，范登布羅克家族的後裔仍居住在班達當地。

## 外部連結
维基共享资源上的相關多媒體資源：彼得·范登布羅克